# Daniele de Strobel
Daniele de Strobel, noto anche come Daniele Strobel (Parma, 30 marzo 1873 – Camogli, 8 giugno 1942), è stato un pittore italiano.

## Biografia
Secondogenito del naturalista e paletnologo Pellegrino Strobel, apparteneva ad una famiglia dell'aristocrazia tirolese (Ströbel von Haustadt und Schwanenfeld) giunta a Parma sotto il ducato di Maria Luigia. Dimostrò sin dall'infanzia attitudini artistiche, tanto da spingere i genitori ad iscriverlo all'Accademia di Belle Arti di Parma, dove ebbe come maestro Cecrope Barilli.
Per completare gli studi si trasferì a Roma, dove frequentò i corsi della scuola del nudo dell'Académie de France e il Regio Istituto di Belle Arti, ed ebbe modo di stringere amicizia con il pittore Antonio Mancini e il suo conterraneo Amedeo Bocchi.
Amava molto rappresentare le azioni, il movimento, la forza, la violenza; dipingeva con naturale tranquillità tele molto grandi. Usava pittura di tipo tendenzialmente realistico ma non di realismo sostanziale. I contenuti erano culturali, quasi mai diretti, evocativi. La tecnica che usava più spesso era olio su tela.
Fu soprattutto un apprezzato ritrattista: alcuni dei suoi lavori sono presenti nelle collezioni della Cassa di Risparmio di Parma e Piacenza nel palazzo Bossi Bocchi di Parma, della Banca Monte Parma e della Pinacoteca Stuard.
I soggetti preferiti di De Strobel sono gli animali, nello specifico il cavallo: nei suoi dipinti evidenzia in modo particolare la tensione sotto la pelle e l'energia trattenuta dall'animale che sembra sempre sul punto di esplodere. È da evidenziare la novità della tipologia di dipinti: la pittura il cui soggetto è quasi esclusivamente il cavallo non ha precedenti nella tradizione pittorica della città di Parma.
De Strobel dopo Il ritratto della madre del 1892 e dopo le decorazioni del palazzo della Camera di commercio del 1925; fu chiamato ad insegnare all'Accademia di Brera così si trasferì a Milano ma morì a Camogli nel 1942.
Tra il 1925 e gli anni quaranta del Novecento lui non solo insegnò ma anche fece i ritratti a tutti i cavalli vincitori di San Siro. Tra il 1904 e il 1908 realizzò numerosi quadri di soggetto storico medievale quali: La leggenda di Teodorico e Faida in Comune.
Illustrò la Storia di Parma, di Tullo Bazzi e Umberto Benassi, edito da Battei, Parma, 1908.
Partecipò alla III Esposizione internazionale d'arte di Venezia del 1899.

## Le opere più importanti
- Giulietta e Romeo, olio su tela, Parma
- La faida di comune, olio su tela, 1906, Parma
- Il mercante di stoviglie, 1908, Fidenza, palazzo municipale
- Parma sotto gli Sforza, 1908, Parma, Camera di Commercio
- Il ritratto della moglie, pastello, 1919, Milano
- La leggenda di Teodorico, olio su tela, Parma
- Nastagio degli Onesti, olio su tela, 1921, Parma
- Il cavallo morente, olio su tela, 1922 c., Parma
- Sala del Consiglio dell'Ex palazzo della Camera di commercio, serie di tavole dipinte ad olio, 1923-1925, Parma

## Galleria d'immagini

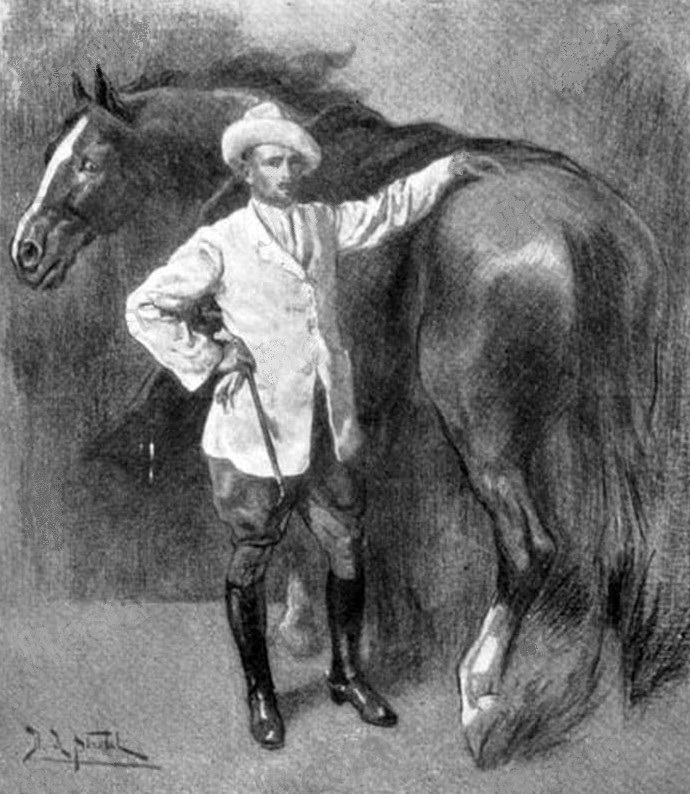
Autoritratto (c. 1930)
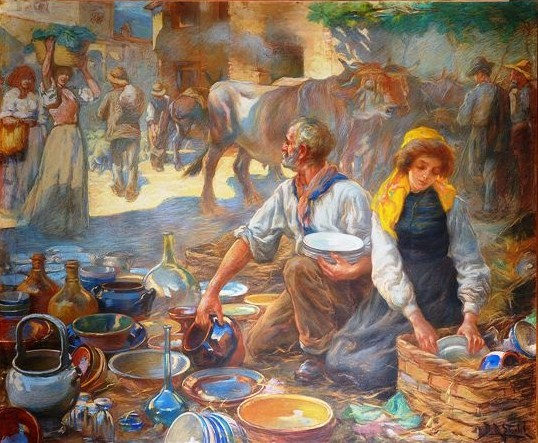
Il mercante di stoviglie (1908)
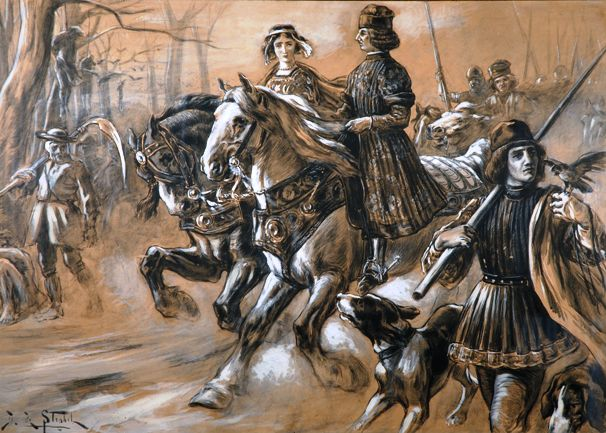
Parma sotto gli Sforza (1907)